# Ciechanów (Gmina)
Ciechanów es un gmina rural (distrito administrativo) en el condado de Ciechanów, Mazovia, en el centro-este de Polonia. Su sede es la ciudad de Ciechanów, aunque la ciudad no es parte del territorio de la gmina.
El gmina cubre un área de 140,23 km², y a partir de 2006 su población total es de 5.938 habitantes.

## Pueblos
El gmina Ciechanów incluye los pueblos y asentamientos de Baby, Baraki Chotumskie, Bardonki, Chotum, Chruszczewo, Gąski, Gołoty, Gorysze, Grędzice, Gumowo, Kanigówek, Kargoszyn, Kownaty Żędowe, Mieszki Wielkie, Mieszki-Atle, Mieszki-Bardony, Mieszki-Różki, Modełka, Modła, Niechodzin, Niestum, Nowa Wieś, Nużewko, Nużewo, Pęchcin, Pieńki Niechodzkie, Przążewo, Romanowo, Ropele, Rutki-Begny, Rutki-Borki, Rutki-Bronisze, Rutki-Głowice, Rutki-Krupy, Rutki-Marszewice, Rutki-Szczepanki, Rydzewo, Rykaczewo, Rzeczki, Ujazdówek, Ujazdowo, Wola Pawłowska and Wólka Rydzewska.

## Gminas vecinos
El gmina Ciechanów limita con los gminas de Glinojeck, Gołymin-Ośrodek, Ojrzeń, Opinogóra Górna, Regimin, Sońsk y Strzegowo.